# لولا بلتران
لولا بلتران (بالإسبانية: Lola Beltrán)‏ هي مذيعة ومغنية وممثلة مكسيكية، ولدت في 7 مارس 1932 في المكسيك، وتوفيت في 24 مارس 1996 بمدينة مكسيكو في المكسيك بسبب انصمام رئوي.

## وصلات خارجية
- لولا بلتران على موقع IMDb (الإنجليزية)
- لولا بلتران على موقع ميوزك برينز (الإنجليزية)
- لولا بلتران على موقع أول موفي (الإنجليزية)
- لولا بلتران على موقع قاعدة بيانات الأفلام السويدية (السويدية)
- لولا بلتران على موقع ديسكوغز (الإنجليزية)
- لولا بلتران على موقع قاعدة بيانات الفيلم (الإنجليزية)